# Курлюк-Су
Курлю́к-Су — річка в Україні, на Кримському півострові. Права притока Ангари (басейн Азовського моря).

## Опис
Довжина річки приблизно 6,24 км, найкоротша відстань між витоком і гирлом — 5,66 км, коефіцієнт звивистості річки — 1,11. Річка формується 1 безіменним струмком та 2 джерелами.

## Розташування
Бере початок на північно-східних схилах гори Замана. Спочатку тече на південний, потім на північний захід понад горою Юкі-Тепе Головного пасма Кримських гір. На північно-західній стороні від села Привільне впадає у річку Ангару, ліву притоку Салгиру.

## Цікавий факт
- Біля гирла річки на відстані приблизно 51 м річку перетинає євроавтошлях E105М18 (автомобільний шлях міжнародного значення на території України, Харків — Сімферополь — Алушта — Ялта).